# Psychoda trilobata
Psychoda trilobata är en tvåvingeart som beskrevs av Tokunaga 1958. Psychoda trilobata ingår i släktet Psychoda och familjen fjärilsmyggor. Inga underarter finns listade i Catalogue of Life.